# Chaos (roman)
Pour les articles homonymes, voir Chaos.
Chaos (Chaos, dans l'édition originale en anglais) est un roman policier et thriller américain de Patricia Cornwell publié en 2016. C'est le vingt-quatrième roman de la série mettant en scène le personnage de Kay Scarpetta.

## Résumé
Le Dr Kay Scarpetta est appelée sur la scène du décès d'une cycliste, par une chaude soirée d'été. Il semblerait que la jeune femme ait été agressée mais les indices sont étranges : des petits éclats de verre sur le corps de la victime et une forte odeur de brûlé.
Avant même que le Centre de sciences légales de Cambridge n'ait été officiellement averti de cette affaire, le détective Pete Marino et Benton Wesley, le mari de Scarpetta, agent du FBI, reçoivent des appels, prétendument d'un enquêteur d'Interpol. Mais Scarpetta est convaincue que ces appels sont suspects et sa brillante nièce Lucy soupçonne vite l'œuvre d'un cyber tyran.
Lorsqu'un proche de Scarpetta est assassiné à des centaines de kilomètres au sud, tout suggère qu’il s’agit du même tueur. Confrontée à un danger invisible et redoutable, Scarpetta arrivera-t-elle à surmonter le chaos qui règne ?
Dans cette nouvelle enquête, un secret explosif va ravager la famille de Kay Scarpetta dont l’expertise en médecine légale sera mise à l’épreuve comme jamais auparavant…  

## Éditions
Édition originale américaine
- (en) Patricia Cornwell, Chaos : A Scarpetta Novel, New York, William Morrow and Company, 15 novembre 2016, 400 p. (ISBN 978-0-06-243668-9)

Édition française
- Patricia Cornwell et Andrea H. Japp (traductrice), Chaos [« Chaos »], Paris, Éditions des Deux Terres, 1er mars 2017 (ISBN 978-2-84893-260-6, BNF 45266599)